# Ricardo Balbiers
Ricardo Balbiers fue un tenista chileno de los años 1950. Durante su carrera ganó siete títulos individualmente en la era aficionada. En 1949, fue el 16.º cabeza de serie en el Torneo de Roland Garros y el «primer chileno varón en ganar algún partido en el Campeonato de Wimbledon». Fue jugador del equipo chileno de Copa Davis en 1949, 1952 y 1954. De sus quince partidos en este torneo, ganó nueve y cayó en seis. También, de Copa Mitre, en la que fue campeón en 1952 y 1955. Fue contemporáneo de Luis Ayala, Andrés Hammersley, Marcelo Taverne y Carlos Sanhueza.